# Banchus palpalis
Banchus palpalis är en stekelart som beskrevs av Johannes Friedrich Ruthe 1859. Banchus palpalis ingår i släktet Banchus och familjen brokparasitsteklar. Arten är reproducerande i Sverige. Inga underarter finns listade.